# Vriesea macrostachya
Vriesea macrostachya är en gräsväxtart som först beskrevs av Domingo Bello y Espinosa, och fick sitt nu gällande namn av Carl Christian Mez. Vriesea macrostachya ingår i släktet Vriesea och familjen Bromeliaceae. Inga underarter finns listade i Catalogue of Life.